# Михаил (Семёнов)
Михаи́л (в миру Па́вел Васи́льевич Семёнов; 12 (24) января 1874, Симбирск — 27 октября 1916, Москва) — религиозный деятель Российской империи, богослов, духовный писатель, апологет. Архимандрит Русской православной церкви, затем епископ Древлеправославной церкви Христовой (Белокриницкой иерархии).

## Биография
По уточнённым данным родился 12 января 1874 года в семье кантониста из крещёных евреев. Имя ему было наречено в память известного подвижника и аскета III—IV века преподобного Павла Фивейского (15 января старого стиля).
Окончил Симбирское духовное училище, поступил в Симбирскую духовную семинарию, которую окончил в 1895 году. Ещё в студенческие годы он начал литературную деятельность, публикуя статьи в «Симбирских губернских ведомостях».
Учился в Московской духовной академии, был учеником ректора академии, епископа Антония (Храповицкого). После перевода владыки Антония на аналогичный пост в Казанскую духовную академию, перевёлся в это учебное заведение, которое окончил в 1899 году со степенью кандидата богословия. В 1899—1900 году являлся профессорским стипендиатом при Казанской духовной академии; в 1900 с ним познакомился Григорий Распутин. В том же году был на полгода командирован в Константинополь для изучения источников, необходимых для написания диссертации. Магистр богословия (1902; тема диссертации: «Законодательство Византийских императоров по делам церковным до Юстиниана включительно»).
26 ноября 1899 года пострижен в монашество епископом Антонием (Храповицким).
С 25 февраля 1900 года рукоположён в сан иеродиакона. 26 февраля 1900 года рукоположён в сан иеромонаха.
С 1900 — преподаватель основного, догматического и нравственного богословия Воронежской духовной семинарии.
С 1902 года — доцент Санкт-Петербургской духовной академии.
29 марта 1905 года возведён в сан архимандрита.
С 5 сентября 1905 года — экстраординарный профессор Санкт-Петербургской духовной академии по кафедре церковного права.
Был одним из наиболее популярных среди интеллигенции священников в Санкт-Петербурге. Часто участвовал в публичных диспутах, лекциях и беседах, проводившихся в разных храмах столицы, в лекционных помещениях Сампсониевского собора, в Религиозно-философском обществе, в зале Общества распространения религиозно-нравственного просвещения в духе Православной Церкви, в Народном доме и других помещениях. Сотрудничал в журнале «Русский паломник». Был одним из 32 петербургских священников, публично выступивших за реформирование церкви.
По воспоминаниям митрополита Мануила (Лемешевского), бывшего в этот период студентом университета, архимандрит Михаил

подкупал своих многочисленных слушателей мягким обращением, внимательностью к посылаемым ему на таких лекциях-диспутам запискам, запросам. Он задерживал допоздна слушателей увлекательными репликами и ответами на такого рода запросы и т. д. И по окончании его выступления никто не хотел расходиться из собрания и многие слушатели оставались в ожидании новых и новых интересных отповедей этого молодого талантливого проповедника и докладчика, просветителя и миссионера — несокрушимого апологета своей православной веры. Во многом помогала ему необычайная память, находчивость и широкая эрудиция. В убедительных и всесторонних ответах он побеждал оппонентов.

Епископ (впоследствии митрополит) Арсений (Стадницкий) писал в это время:

Отец Михаил — это настоящий Фауст до встречи с диаволом. В комнате нет свободного места от книг: и на полу, и на столе, и на стульях. Сам он, тощий-тощий, с растрёпанными волосами, окаймляющими довольно изрядную лысину, крайне нервный, с порывистыми движениями, точно его кто ежесекундно дёргает, как на ниточке Петрушку… Удивительная работоспособность. Но навряд ли он долго проживёт, а то, не дай Бог, не заболел бы душевно.

В 1906 году архимандрит Михаил объявил о вступлении в Трудовую народно-социалистическую партию, публично назвал себя христианским социалистом. Его деятельность вызвала резкое недовольство Святейшего Синода, по решению которого он был уволен из духовной академии и отправлен в Задонский Рождество-Богородицкий монастырь. После самовольного возвращения был осуждён и выслан в Валаамский монастырь, который также покинул без разрешения церковного начальства. Деятельность архимандрита Михаила подвергалась резкой критике со стороны правых политических деятелей, которые концентрировали внимание на его еврейском происхождении.
Проявлял интерес к старообрядчеству, ещё во время учёбы, когда на проводившихся во время занятий по «истории и обличению раскола» диспутах играл роль сторонника старообрядчества, что требовало тщательного изучения первоисточников. Постепенно пришёл к выводу о правоте «староверов».
В октябре 1907 года старообрядческий епископ Иннокентий (Усов) присоединил архимандрита Михаила к своей церкви. Объясняя своё решение, архимандрит Михаил писал:

На моих глазах синодскую церковь обвиняли в том, что она от всего учения церкви оставила мёртвую и дряблую ветошь, в которой не найдёшь никакого живого и жизненного ядра; в том, что она исказила учение церкви о таинствах, спасении, убила в этом учении всё, что могло двигать христианскую волю — строить чистую и святую жизнь. Я пытался даже защищать её, но именно во время защиты увидел, что защищаю «фантом», выдуманную церковь, которой нет. А та, которая есть, не поддаётся никакой защите.

В 1910 году писал о причине своего присоединения к старообрядцам:

Я уважаю и люблю старообрядчество за то, что оно кровью купило себе свободу от рабства государству, от порабощения свободы церковной воле папы, Никона или заступившей его папской иерархии. Я уверен был по его духу (и сейчас уверен), что в нём, обагрённом реками крови, пролитой за свободу мысли и убеждения, возможнее, чем где-нибудь, свободное раскрытие правды Божией о земле и небе.

За переход в старообрядчество был лишён Синодом сана архимандрита, что означало и лишение права проживания в столицах. С 1908 года жил в Белоострове, затем — в Симбирске, у сестры.
В 1908 году епископ Иннокентий (Усов) единолично произвёл его хиротонию в сан епископа Канадского. При этом епископ Иннокентий опирался на то, что Белокриницкая иерархия была в 1847 году также единолично основана митрополитом Амвросий (Папагеоргополосом)).
Перед Московской старообрядческой архиепископией встал вопрос как реагировать на это единоличное рукоположение. С одной стороны, торжество старой веры: старообрядческим епископом стал известный публицист, учёный, профессор Санкт-Петербургской духовной академии. С другой — вопиющее нарушение церковной дисциплины, поспешность этого шага, отсутствие выраженной необходимости.
4 февраля 1909 года епископ Михаил как поставленный без санкции высшего церковного руководства, был запрещён в служении, но 27 августа того же года на Освященном соборе разрешён условно — в случае прибытия на Канадскую кафедру. Ему предписывалось в трёхмесячный срок научиться служить и отправиться в назначенную епархию. Иначе — запрещение в священнослужении.
Однако из-за недостатка средств епископ Михаил не добрался до Северной Америки, в связи с чем 31 августа 1910 года Освященный собор снова запретил его в священнослужении и признал ряд его публицистических произведений не соответствующими святоотеческому учению.
Позднее его кандидатура рассматривалась на старообрядческую Казанско-Вятскую епархию, но был отклонена, так как он находился под запрещением и, к тому же, сам отказался, заявив, что ещё не совсем проникся духом старообрядчества. Был организатором и руководителем Старообрядческого духовного учительского института, автором учебника Закона Божьего для старообрядческих школ.
В мае 1911 года епископ Михаил был арестован за радикальные высказывания, на полтора года заключён в крепость.
Активно сотрудничал с рядом старообрядческих изданий — «Церковь», «Старообрядческая мысль», «Старая Русь». Публиковал как богословские труды, так и художественные произведения, среди которых выделяются роман «Второй Рим» (церковной истории Византии IX—X вв.), повести «На заре христианства» (о первохристианских мучениках), «Горящий огнём» (о судьбе протопопа Аввакума), «Великий разгром» (о церковной истории XVII в.) и др. Ещё в 1906 году опубликовал в Петербурге под псевдонимом Дьяк Шигоня историческую драму «Уставший царь» об Иване Грозном.
Разрабатывал учение «голгофского христианства», сутью которого были свобода творчества, духовное обновление, совершенство, стремление к восстановлению на земле идеалов первохристианских общин. Сторонники этого учения считали, что путь к спасению, к «Новой Земле» (как аналогу Иерусалима небесного) лежит через Голгофу, а вся жизнь христианина должна быть постоянной Голгофой. В число организаторов группы сторонников «голгофского христианства» входил будущий священник Валентин Свенцицкий, этому движению сочувствовал Павел Флоренский.
Страдал нервным расстройством, склонностью к бродяжничеству. Осенью 1916 года отправился вместе с сестрой на лечение в Москву, где его судьба сложилась трагически. 15-го октября, вечером епископ прибыл на станцию Сортировочная; где он пробыл последующие три дня — неизвестно; 18-го октября епископа обворовали неизвестные, а когда он обратился за помощью, то его приняли за вора и жестоко избили (у него были сломаны четыре ребра и ключица). В таком состоянии и без документов 19-го октября он был найден на улице 1-й Мещанской и помещён в Старо-Екатерининскую больницу, где пролежал несколько дней; после установление его личности 26-го октября нашедшие его родственники перевезли его в лечебницу у Рогожского кладбища, являющегося духовно-административным центром старообрядчества. На следующий день 27-го октября епископ скончался, с умирающего епископа было снято запрещение в служении, он был соборован. Был торжественно, по архиерейскому чину похоронен на Рогожском кладбище.
Из иллюстрированного журнала «Искры» от 6 ноября 1916 года:

Кончина епископа. 15-го октября, вечером на подмосковной станции «Сортировочная», Московской-Казанской железной дороги, старообрядческий епископ Михаил, ехавший с сестрой в Петроград, вышел на платформу и затерялся в толпе. С тех пор его след пропал. Только 25-го октября епископа нашли в Старо-Екатерининской больнице, где он лежал с утра 19-го октября. Сюда он был доставлен как неизвестный, поднятый на 1-й Мещанской улице. Епископ был в бессознательном состоянии, без шапки, без обуви, в рваном белье. На теле больного были обнаружены ссадины и кровоподтеки. Епископа где-то избили. За неимением свободных мест ему отвели место в коридоре. В бреду он пытался вставать и куда то бежать. На него надели смирительную рубашку. В один из светлых моментов больной сказал доктору что он епископ Михаил. Немедленно об этом сообщили на Рогожское старообрядческое кладбище. Больного перевезли туда, но на следующий день, 27-го октября, епископ скончался..

Зинаида Гиппиус в своём дневнике «Синяя книга» написала о нём так:

Это был примечательный человек.
Русский еврей. Православный архимандрит. Казанский духовный профессор. Старообрядческий епископ. Прогрессивный журналист, судимый и гонимый. Интеллигент, ссылаемый и скрывающийся за границей. Аскет в Белоострове, отдающий всякому всякую копейку. Религиозный проповедник, пророк «нового» христианства среди рабочих, бурный, жертвенный, как дитя беспомощный, хилый, маленький, нервно-возбужденный, беспорядочно-быстрый в движениях, рассеянный, заросший черной круглой бородой, совершенно лысый. Он был вовсе не стар: года 42. Говорил он скоро-скоро, руки у него дрожали и все что-то перебирали…
В 1902 году церковное начальство вызвало его из Казани в Спб. как опытного полемиста с интеллигентными «еретиками» тогдашних Рел.-Фил. Собраний. И он с ними боролся… Но потом все изменилось.
В 1908-9 году он бывал у нас уже иным, уже в кафтане стар<ообрядческого> епископа, уже после смелых и горячих обвинений православной Церкви. Его «Я обвиняю»… многим памятно.
Отсюда ведут начало его поразительные попытки создать новую церковь «Голгофского Христианства». С внешней стороны это была демократизация идеи Церкви, причем весьма важно отрицание сектантства (именно в «сектантство» выливаются все подобные попытки).
Многие знают происходившее лучше меня: в эти годы путаность и детская порывистость Михаила удерживали нас от близости к нему.
Но великого уважения достойна память мятежного и бедного пророка. Его жертвенность была той ценностью, которой так мало в мире (а в христианских церквах?).
И как завершенно он кончил жизнь! Воистину «пострадал», скитаясь, полубезумный, когда «народ», его же «демократия» — ломовые извозчики — избили его, переломили 4 ребра и бросили на улице; в переполненной больнице для бедных, в коридоре, лежал и умирал этот «неизвестный». Не только «демократия» постаралась над ним: его даже не осмотрели, в 40-градусном жару веревками прикрутили за руки к койке, — точно распяли действительно. Даже когда он назвался, когда старообрядцы пошли к старшему врачу, тот им отвечал: «Ну, до завтра, теперь вечер, я спать хочу». Сломанные ребра и ключица были открыты лишь перед смертью, после 4-5-дневного «распятия» в «голгофской больнице».

В 1966 году в старообрядческий церковный календарь, единственное на тот момент старообрядческое издание в СССР, опубликовало к 50-летию безвременной кончины епископа Михаила (Семенова) две его статьи. Тогда же на архиерейском участке Рогожского кладбища на его могиле был установлен черный камень-саркофаг. Община Покровского кафедрального собора подготовила и провела при активном участии Евгения Бобкова, будущего протоиерея, памятный вечер.
2 ноября 2006 года в здании Духовного Училища на Рогожском состоялся вечер памяти епископа Михаила (Семенова). В заключение вечера заведующий книгохранилищем Московской Митрополии Валерий Волков представил небольшую экспозицию трудов и публикаций епископа Михаила.
9 ноября 2016 года на 100-летие со дня его кончины на Рогожском, в духовном центре Русской Православной Старообрядческой Церкви, состоялся посвящённый ему вечер памяти.

## Проповеди
- Преобразимся
- Святая немота
- Неделя о блудном сыне. Сын «благоразумный»
- Христос воскресе!
- В неделю Ваий
- В неделю Ваий 2
- В неделю четвертую Великого поста
- К неделе о слепом
- Тайна страдания
- Великий старообрядческий праздник
- Отдохнем у подножия Креста
- Лобызая Крест, не дадим лобзания Июдина
- Християнство — религия крестоношения
- Угол Неба на земле
- Вода живая
- О воспитании. На праздник Введения в церковь Св. Девы Марии
- Мысли на Рождество и Новый год.
- К новому году.
- Мысли на Рождество и Новый год.
- Будьте осторожны.
- Не пецытеся.
- Преображение в святость.
- Человека не имам.
- Молитва святого Ефрема Сирина.
- Прощеный день.
- Каждый делай своё дело
- Святые
- Изведи из темницы душу мою
- Вы стоите перед лицом Господа Бога нашего. Слово при крещении детей Е. в Саратове
- Со ступеньки на ступеньку, вверх (неделя Иоанна Лествичника)
- Легкая заповедь
- На праздник Благовещения
- Как спастись в миру. Жизнь в семье
- Отец и муж. Глава семьи.
- Как спастись в миру. Жизнь в семье.
- Как спастись в миру. Жизнь в семье.

## Труды
- Законодательство римско-византийский императоров о внешних правах и преимуществах церкви : (От 313 до 565 г.) Казань : типо-лит. Имп. ун-та, 1901
- Две системы отношений государства к церкви : Римское и византийско-слав. понимание принципа отношений государства к церкви Казань : типо-лит. Имп. Ун-та, 1902
- Любовь или ненависть, христианство или буддизм проповедует гр. Л. Толстой Санкт-Петербург : журн. «Миссионер. обозрение», 1902
- Новое христианство Санкт-Петербург Комарова, ценз. 1902
- Обиженные дети Казань : типо-лит. Ун-та, 1902
- Христос на Голгофе и воскресший : (В связи с вопросом о страданиях человечества) Санкт-Петербург : журн. «Миссионер. обозрение», 1902
- Новые и старые пути Санкт-Петербург : О-во распростр. религ.-нравств. просвещения в духе православ. церкви, 1903
- О счастье и мещанстве Санкт-Петербург : О-во распространения религ.-нравств. просвещения в духе православ. церкви, 1903
- Первые мученики за веру христову Санкт-Петербург : журн. «Нар. образование», 1903
- Святые мученики времен Траяна и Адриана : (Св. Игнатий Богоносец. Св. Евстафий Плакида и семья его. Святые Есперь и Зоя) Санкт-Петербург : Синод. тип., 1903
- Санкт-Петербург : П. П. Сойкин, ценз. 1904
- Дети лишние, брошенные, несчастные, преступные Санкт-Петербург : О-во распростр. религ.-нравств. просвещения в духе православ. церкви, 1904
- Жизнь и совесть : Лекции, письма, беседы Москва : тип. т-ва И. Д. Сытина, 1904
- К кровавой пасхе" : 2 доп. письма о войне иером. Михаила, доц. Спб. дух. акад. Санкт-Петербург : тип. М. Меркушева, 1904
- Короленко краткий критический очерк Санкт-Петербург : О-во распростр. религ.-нравств. просвещения в духе православ. церкви, 1904
- Отцам и детям Москва : тип. т-ва И. Д. Сытина, 1904
- Письма о войне Москва : отд. тип. т-ва И. Д. Сытина, 1904
- Новая церковь Санкт-Петербург : кн. маг. «Вера и знание», 1905
- Перед стеной : Перед тайной Москва : тип. т-ва И. Д. Сытина, 1905
- Церковь, литература и жизнь Москва : тип. т-ва И. Д. Сытина, 1905
- К воде живой Санкт-Петербург : О-во распростр. религ.-нравств. просвещения в духе православ. церкви, 1906
- Бессмерта ли душа Санкт-Петербург : тип. Монтвида, 1906
- Дни творения Санкт-Петербург : тип. Монтвида, 1906
- Женщина-работница Санкт-Петербург : тип. Монтвида, 1906
- Почему нам не верят? : К церковной реформе : О церковно-обществ. злобах дня Санкт-Петербург : книгопродавец И. Л. Тузов, 1906
- Проклятые вопросы и христианство Санкт-Петербург : тип. Монтвида, 1906
- Пророк христианской свободы и свободного христианства : (Ламенэ и его «Слова верующего») Санкт-Петербург : тип. Монтвида, 1906
- Стон детей Санкт-Петербург : типо-лит. М. П. Фроловой, 1906
- Сумасшествие, как повод к разводу Санкт-Петербург : тип. М. Меркушева 1906
- Уставший царь : Повесть об «Уставшем царе» : Пьеса в 4 актах Дьяка Шигони Санкт-Петербург : И. Балашов, 1906
- Христиане ли мы? Санкт-Петербург : тип. Монтвида, 1906
- Христианство и социал-демократия Санкт-Петербург : тип. «Бережливость», 1906
- Христос и варфоломеевские ночи Санкт-Петербург : тип. Монтвида, 1906
- «Царь-голод» Санкт-Петербург : тип. Монтвида, 1906
- «Священник-социалист» и его социальный роман Санкт-Петербург : тип. Монтвида, 1906
- Евангелие мещан : 1, 2, 3. Введение. Характеристика Иисуса по Ренану. Евангелие мещан. Зачем предаешь меня поцелуем : (Ренан и его Иисус) Москва : тип. т-ва И. Д. Сытина, 1907
- В селе и в городе : [Около борьбы труда и капитала] : (Повесть-очерки из жизни священника) Санкт-Петербург : тип. «Бережливость», 1907
- Горе-злосчастье. I. Мать и сын. (История пьяницы). II. Что пьяница сделал с женой и детьми Москва : типо-лит. т-ва на вере Е. Кудинова и К°, 1907
- Женщине накануне её освобождения Санкт-Петербург : тип. «Бережливость», 1907
- Как я стал народным социалистом. I, II, III, IV. Первый этап. В рабстве компромисса. Ссоры с Достоевским и немецкими христианскими социалистами. Почему н.-с., а не с.-д. или с.-р.? / А. Михаил Москва : тип. т-ва И. Д. Сытина, 1907
- По ниве царской : Еще одно сказание рус. народу от Старого друга Санкт-Петербург : т-во Р. Голике и А. Вильборг, 1907
- Св. Иоанн Златоуст : (К 1500-летию его блаж. кончины) Нижний Новгород : типо-лит. т-ва И. М. Машистова, 1907
- Христос в век машин Санкт-Петербург : тип. Монтвида, 1907
- «Законный» брак : (Проблемы брака, материнства, шк.) Санкт-Петербург : 1908
- От бурсы до снятия сана Санкт-Петербург : тип. Спб. т-ва «Труд», 1908 (тип. «Север»)
- Публичное собеседование архимандрита Михаила с синодальным миссионером о. К. Крючковым в Киеве 20-го июля 1908 года : (Стеногр. отчет) Москва : Союз старообряд. начетчиков, 1908
- Горящий огнём : Повесть из жизни протопопа Аввакума Москва : Союз старообрядч. начетчиков, 1909
- Двенадцать писем о свободе и христианстве : Письма «О Христе подлинном» Санкт-Петербург : тип. т-ва «Свет», 1909
- Апология старообрядчества Москва : тип. Г. Лисснера и Д. Собко, 1910
- Беседы с читателями Киев : тип. С. В. Кульженко, 1910
- Боярыня Морозова : Ист. повесть / Старообрядческий еп. Михаил Уральск : Изд-во старообрядческой тип. церковно-славянских книг, п/ф. «Андрей Васильевич Симаков», 1910
- Методика закона божия Москва : типо-лит. И. М. Машистова, 1911
- Прошлое и современные задачи старообрядчества Москва : т-во типо-лит. И. М. Машистова, 1911
- Христианство не мораль Москва : журн. «К Новой земле», 1912
- Великий разгром : Истор. повесть из времен первых гонений на старообрядчество : В 3 ч. Москва : Кн-во Моск. старообрядческое братство чест. креста, 1913
- Чтение для семьи, школы и народа : Кн. 1-6 Москва : тип. П. П. Рябушинского, 1914
- Первый год обучения закону божию в старообрядческой школе Москва : кн-во Братства честн. и животворящего креста господня, 1914
- Ответ о. Карабиновичу Москва : Т-во типо-лит. И. М. Машистова, 1915
- Письма о проповеди: (Письмо 1) Перепеч. с изд. 1905 г. // Просветитель. М., 1994. — № 1. — С. 20-26.
- Избранные статьи : (Из журн. «Церковь» за 1908—1915 гг.) СПб. : Политехника, 1998
- Святой праведный Иоанн Кронштадтский : Полн. биогр. с ил. М., 1999
- Гигиена духа христианина. Барнаул, 2001
- Святая литургия : Письма о преподавании Закона Божия Барнаул : АКООХ-И «Фонд поддержки стр-ва храма Покрова Пресвятыя Богородицы Рус. православ. старообрядч. церкви», 2002
- Великий разгром. Барнаул, 2004
- Житие и чудеса святого праведного Иоанна Кронштадтского / Иеромон. Михаил, доцент Санкт-Петербургской Духовной акад Москва : Ковчег, 2008